# 教会論のいくつかの側面に関する問いに対する回答
教会論のいくつかの側面に関する問いに対する回答（きょうかいろんのいくつかのそくめんにかんするといにたいするかいとう、英: Responses to Some Questions Regarding Certain Aspects of the Doctrine on the Church）は、ローマ教皇庁教理省が2007年7月10日に発表した文書である。原文はラテン語で、各国語に翻訳されている。
それによると、第2バチカン公会議によってカトリック教会に関する教えは変化しておらず、「キリストは唯一の教会を地上に設立し、この教会は、ペトロの後継者と彼と交わりのある諸司教によって治められているカトリック教会のうちに存在する」としてカトリック教会が唯一の教会であるとしている。また、使徒継承のある東方教会（正教会など）は『部分教会すなわち地方教会』ではあるが、ローマ司教であるローマ教皇との交わりにないために部分教会としての条件の一部を欠いており、さらに16世紀の宗教改革から生まれたキリスト教共同体（プロテスタント）は、使徒継承による司祭職の秘跡を欠くため「カトリックの教えによれば、固有の意味で『教会』と呼ぶことはできない」としている。
この文書は一部のプロテスタント教会などキリスト教の他の教派から批判され、カトリック中央協議会では「この文書はカトリックの立場をあらためて明らかに示したものであり、カトリック教会が今後もエキュメニカル対話を積極的に進めていこうとする姿勢に変わりはない」というコメントを発表した。